# Fanny Fischer
 (novembre 2018).
Si vous disposez d'ouvrages ou d'articles de référence ou si vous connaissez des sites web de qualité traitant du thème abordé ici, merci de compléter l'article en donnant les références utiles à sa vérifiabilité et en les liant à la section « Notes et références ».
Pour les articles homonymes, voir Fischer.
Fanny Fischer née le 7 septembre 1986 est une kayakiste allemande pratiquant la course en ligne.
Elle est championne olympique en kayak à quatre aux Jeux olympiques de Pékin en 2008. De plus, elle est championne du monde de Kayak à deux en 2007 et championne d’Europe de kayak à quatre en 2010.
Elle est la fille du kayakiste Frank Fischer et de la nageuse Sarina Hülsenbeck ainsi que la nièce de la kayakiste Birgit Fischer.